# Estádio Willie Davids
Het Estádio Willie Davids is een multifunctioneel stadion in Maringá, een stad in Brazilië. 
Het stadion wordt vooral gebruikt voor voetbalwedstrijden, de voetbalclubs Grêmio de Esportes Maringá en Maringá FC maken gebruik van dit stadion. In het stadion is plaats voor 21.600 toeschouwers. Het stadion werd geopend in 1957 en gerenoveerd in 1976.